# أنبوبة عصبية
الأنبوبة العصبية (بالإنجليزية: Neural tube)‏ هي المسؤولة عن تكوين الحبل الشوكي والمخ أثناء الأسابيع الأولى من مراحل تكوين الجنين. ويسمى الخلل الذي يصيب هذه الأنبوبة العصبية عيب الأنبوبة العصبية (neural tube defects).
أثناء نمو الحبليات (بما في ذلك الفقاريات)، تكون الأنبوبة العصبية السليف الجنيني للجهاز العصبي المركزي، والذي يتكون من الدماغ والنخاع الشوكي. يتعمق الثلم العصبي تدريجيًا مع ارتفاع الطيات العصبية، وفي النهاية تلتقي الطيات وتتحد في الخط المتوسط وتحول الثلم إلى الأنبوبة العصبية المغلقة. عند البشر، تنغلق الأنبوبة العصبية عادةً بحلول الأسبوع الرابع من الحمل (اليوم الثامن والعشرون بعد الحمل). يشكل جدار الأديم الظاهر للأنبوبة رديم الجهاز العصبي. توجد القناة العصبية في مركز الأنبوبة.

## التطور
يتطور الأنبوب العصبي بطريقتين: تكون الأنبوبة العصبية الأولي وتكون الأنبوبة العصبية الثانوي.
أثناء تكون الأنبوبة العصبية الأولي، يقسم الأديم الظاهر إلى ثلاثة أنواع من الخلايا:
- الأنبوبة العصبية الداخلية
- البشرة الخارجية
- خلايا العرف العصبي، التي تتكون في المنطقة الواقعة بين الأنبوبة العصبية والبشرة ولكنها تهاجر بعد ذلك إلى مواقع جديدة

1. يبدأ تكون الأنبوبة العصبية الأولي بعد تشكل الصفيحة العصبية. تزداد ثخانة حواف الصفيحة العصبية وترتفع نحو الأعلى، ثم تشكل الطيات العصبية. يبقى مركز الصفيحة العصبية ثابتًا، ما يسمح بتشكيل ثلم عصبي على شكل حرف يو. يحدد هذا الثلم العصبي الحدود بين الجانبين الأيمن والأيسر للجنين. تنقبض الطيات العصبية باتجاه الخط المتوسط للجنين وتندمج معًا لتشكيل الأنبوبة العصبية.
2. في تكون الأنبوبة العصبية الثانوي، تشكل خلايا الصفيحة العصبية بنية شبيهة بالحبل تنتقل داخل الجنين وتتجوف لتشكيل الأنبوبة.

يستخدم كل كائن حي عمليتي تكون الأنبوبة العصبية الأولي والثانوي بدرجات متفاوتة.
- يحدث تكون الأنبوبة العصبية في الأسماك فقط بالطريق الثانوي.
- في أنواع الطيور، تتطور المناطق الخلفية للأنبوبة بالطريق الثانوي وتتطور المناطق الأمامية بالطريق الأولي.
- في الثدييات، يبدأ تكون الأنبوبة العصبية الثانوي حول الجسيدة الخامسة والثلاثين.

تنغلق الأنابيب العصبية للثدييات في الرأس بالترتيب المعاكس لإغلاقها في الجذع.
في الرأس:
- تهاجر خلايا العرف العصبي
- تنغلق الأنبوبة العصبية
- ينغلق الأديم الظاهر العلوي

في الجذع:
- ينغلق الأديم الظاهر العلوي
- تنغلق الأنبوبة العصبية
- تهاجر خلايا العرف العصبي

## البنية
تتطور أربعة أقسام فرعية من الأنبوبة العصبية في النهاية إلى مناطق متميزة في الجهاز العصبي المركزي عن طريق تقسيم الخلايا الظهارية العصبية: الدماغ الأمامي (الدماغ المتقدم)، الدماغ المتوسط (الدماغ الأوسط)، الدماغ الخلفي (الدماغ المؤخر)، والنخاع الشوكي.
- يستمر الدماغ المتقدم في التطور ليشكل الدماغ الانتهائي (المخ) والدماغ البيني (الحويصلات البصرية وتحت المهاد).
- يبقى الدماغ الأوسط كما هو مشكلًا الدماغ المتوسط.
- يتطور الدماغ المؤخر إلى الدماغ التالي (الجسر والمخيخ) والدماغ البصلي (النخاع المستطيل).

لفترة قصيرة، تنفتح الأنبوبة العصبية ذيليًا وفي الجمجمة. تنغلق هذه الفتحات، التي تسمى المسام العصبية، خلال الأسبوع الرابع عند البشر. يمكن أن يؤدي الإغلاق غير الفعال للمسام العصبية إلى عيوب الأنبوب العصبي مثل انعدام الدماغ أو تشقق العمود الفقري.
يحتوي الجزء الظهري من الأنبوبة العصبية على الصفيحة الجناحية، والتي ترتبط بشكل أساسي بالإحساس. يحتوي الجزء البطني من الأنبوبة العصبية على الصفيحة القاعدية، والتي تتحكم بشكل أساسي في الخلايا المحركة (أي العضلات).

## وصلات خارجية
- علم الأجنة السويسري (من جامعة لوزان، وجامعة برن، وجامعة فريبورغ) iperiodembry/carnegie03
- علم الأجنة في جامعة نيو ساوث ويلز Notes/week3_5
- Diagram at embryology.med.unsw.edu.au
- Diagram at brainviews.com

قالب:Human cell types derived primarily from ectoderm